# Centro Pompidou-Metz
O Pompidou-Metz (Centre Pompidou-Metz)  é um centro artístico francês localizado em Métis, entre o Parc de la Seille e uma estação.
Sua abertura foi feita a partir de solenidade oficial ocorrida em 11 de maio de 2010 e representa a primeira experiência de descentralização e extensão do Centro Georges Pompidou de Paris. 
Este empreendimento cultural foi financiando pelas prefeitura de Métis, departamento de Mosela, região de Lorraine, além do Estado e União Europeia.
O edifício, construído pela empreiteira Demathieu & Bard, é um grande hexágono formado por três galerias comunicadas entre si. Cada uma delas tem 80 metros de comprimento, 7 metros de altura e 15 metros de largura. 

## Finalidade do projeto
O Centro Pompidou-Metz está inscrito na vocação gerada pelo centro pariense de apresentar e estimular a descoberta para todas as formas de expressão artísticas, bem como sensibilizar e provocar a descoberta do grande público para obras-primas da produção europeia dos séculos XX e XXI.
É um projeto ambicioso, com um grande centro de exposições e iniciativas artísticas, exigências da criação contemporânea.

## Exposição inaugural
A exposição inaugural, intitulada Chefs-d’œuvre (obras-primas, em português), reuniu mais de 800 obras de 250 artistas, sendo a maior parte delas do Pompidou parisiense. Ela ocupa todos os espaços de um pavimento com cerca de 5000 m² e contempla campos da criação do século XX (pintura, escultura, arte contemporânea, artes gráficas, fotografia, vídeo, obras sonoras, cinema, arquitetura, design etc). Ela propõe o questionamento da noção do que significa a obra-prima, concepção frequentemente descartada pelo público e artistas desde o século XX.
Entre as obras estão La Femme à la guitare de Georges Braque, La Tristesse du roi de Henri Matisse, L’Aubade, Nu couché et musicien de Pablo Picasso, Le Violon d’Ingres, fotografias de Man Ray, e a casa tropical, um protótipo de Jean Prouvé.
Esta exposição inaugural deixará progressivamente lugar para exposições rotativas e temporárias, em frequência de quatro a seis vezes anuais, de formas variadas, apoiadas sobretudo pela cessão da coleção do Pompidou parisiense, assim como por instituições públicas francesas e iternacionais, coleções particulares e pedidos de artistas. O Centro Pompidou-Metz será, portanto, a possibilidade de acolher e reproduzir grandes exposições itinerantes e internacionais.

## Impactos
Para alguns dos idealizadores do projeto, Jean-Jacques Aillagon (antigo ministro da Cultura e presidente  do CNAC Pompidou) e Jean-Marie Rausch (antigo ministro, senador, presidente do conselho regional de da Prefeitura de Métis), a cidade de Métis e Lorena terão avanços positivos, especialmente no plano turístico. A referência mundial do impacto benéfico produzido pelo Museu Guggenheim Bilbao durante a crise industrial serve de exemplo para o entendimento do novo Pompidou para Metz.
A cidade de Métis como a região próximas de Luxemburgo (Luxemburgo), Sarrebruck (Alemanha) e Nancy envolvem uma conurbação de 600 mil habitantes (Metz-Thionville) e uma abrangência fronteiriça demográfica de 1,5 milhão de habitantes. Essas localidades, além da Bélgica, devem ter o enriquecimento de seu patrimônio artístico e afirmar sua posição de centro econômico, logístico e sobretudo cultural.

## Cronologia
- Janeiro de 2003 - foi decidido implantar o projeto em Métis[4]
- Março de 2003 - lançamento do concurso arquitetônico
- Novembro de 2003 - escolha do projeto vencedor, o de Shigeru Ban, Jean de Gastines e Philippe Gumuchdjian
- Setembro de 2005 - obtenção da licença para início da construção
- 2007-2009 - construção
- Janeiro de 2010 - entrega do prédio
- Maio de 2010 - abertura ao público

## Números
- 5 020 m² de área expositiva, formada por três galerias de 1 150 m²
- Uma grande nave de 1 200 m²
- Um auditório para 144 lugares
- Um estúdio de criação com 196 lugares
- Um café
- Um restaurante
- Uma livraria
- Um centro de recursos

## Galeria de imagens

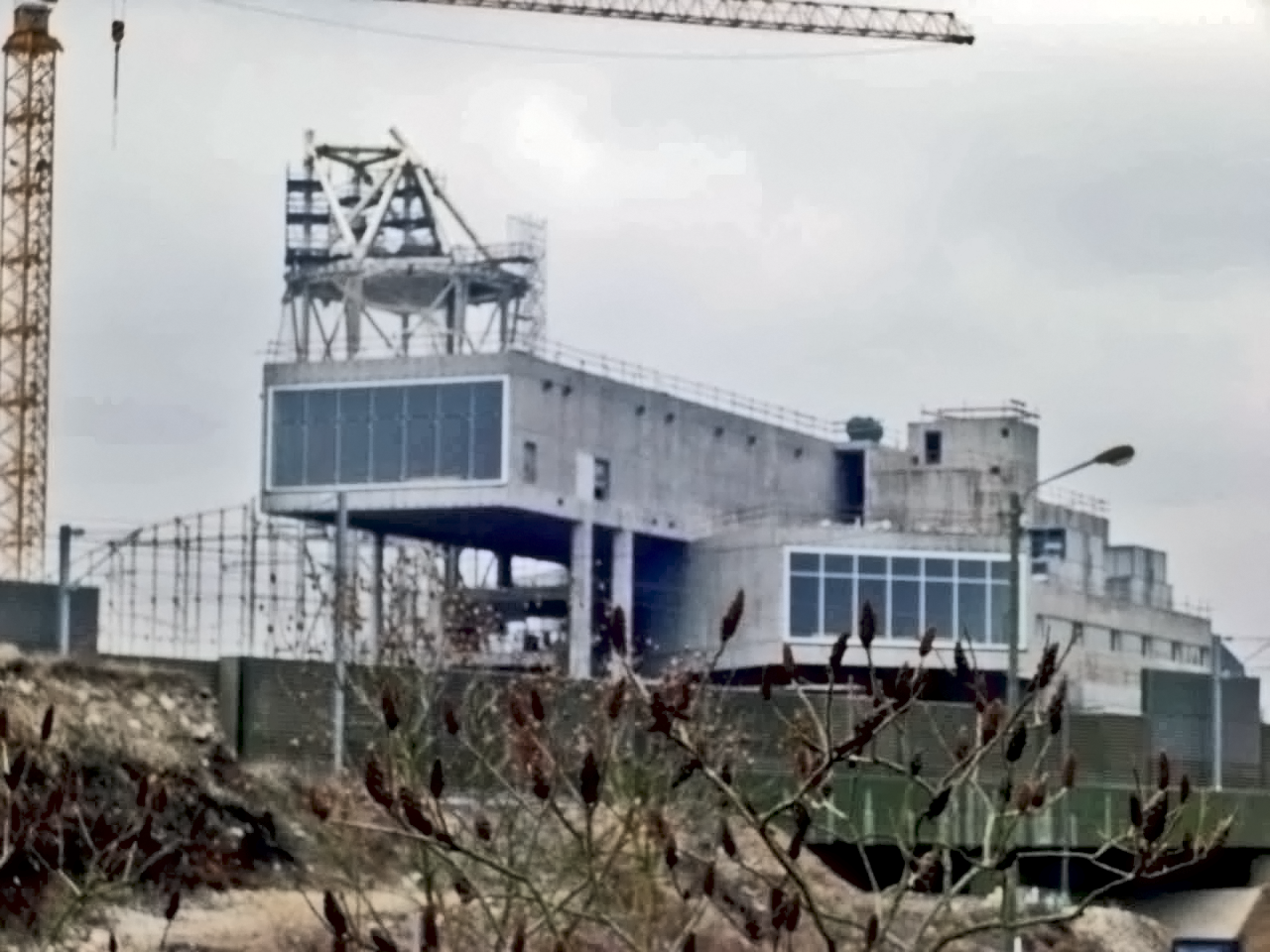
Vista do Parc de la Seille em fevereiro de 2009.
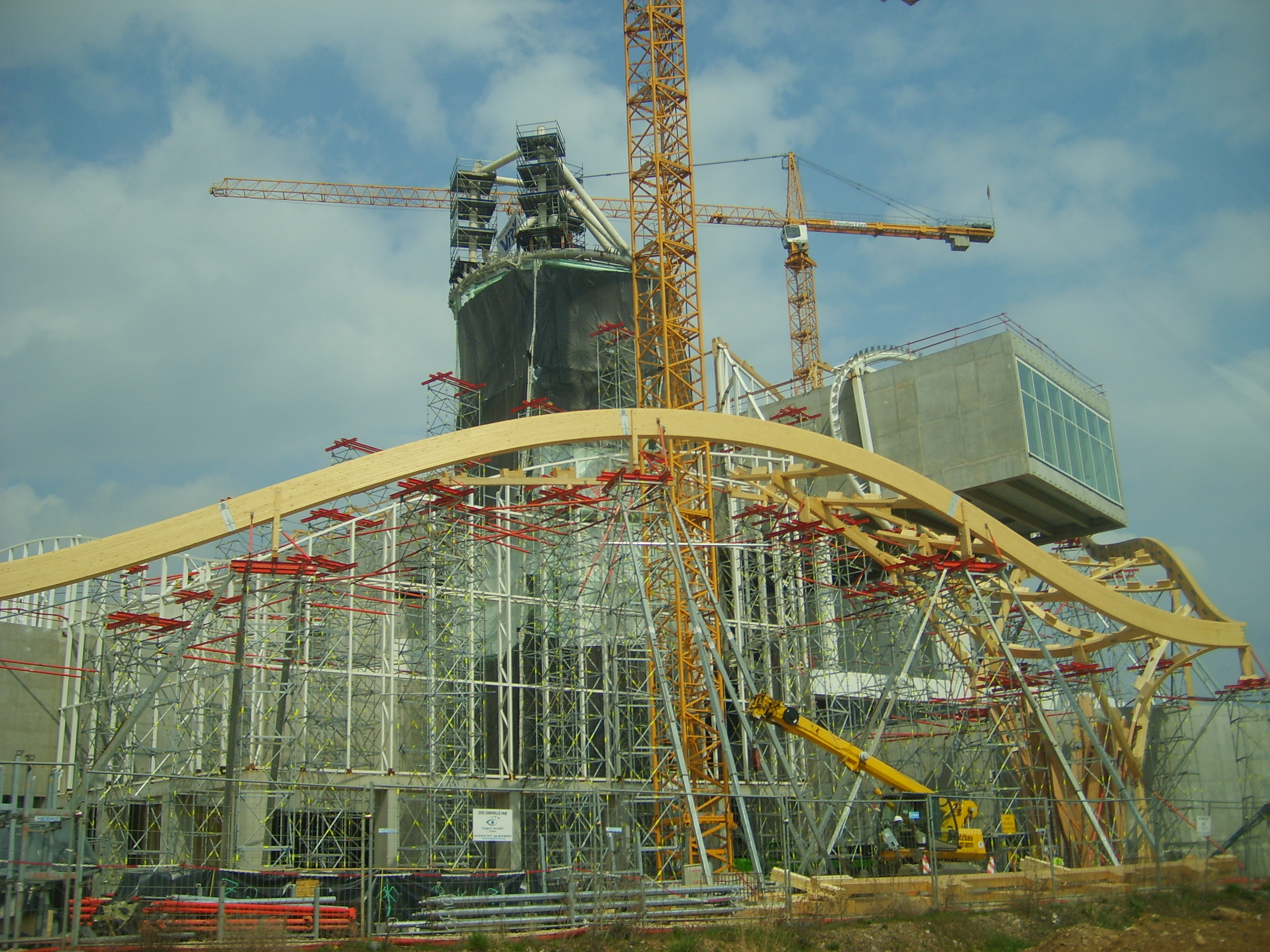
Início da montagem da estrutura em abril de 2009
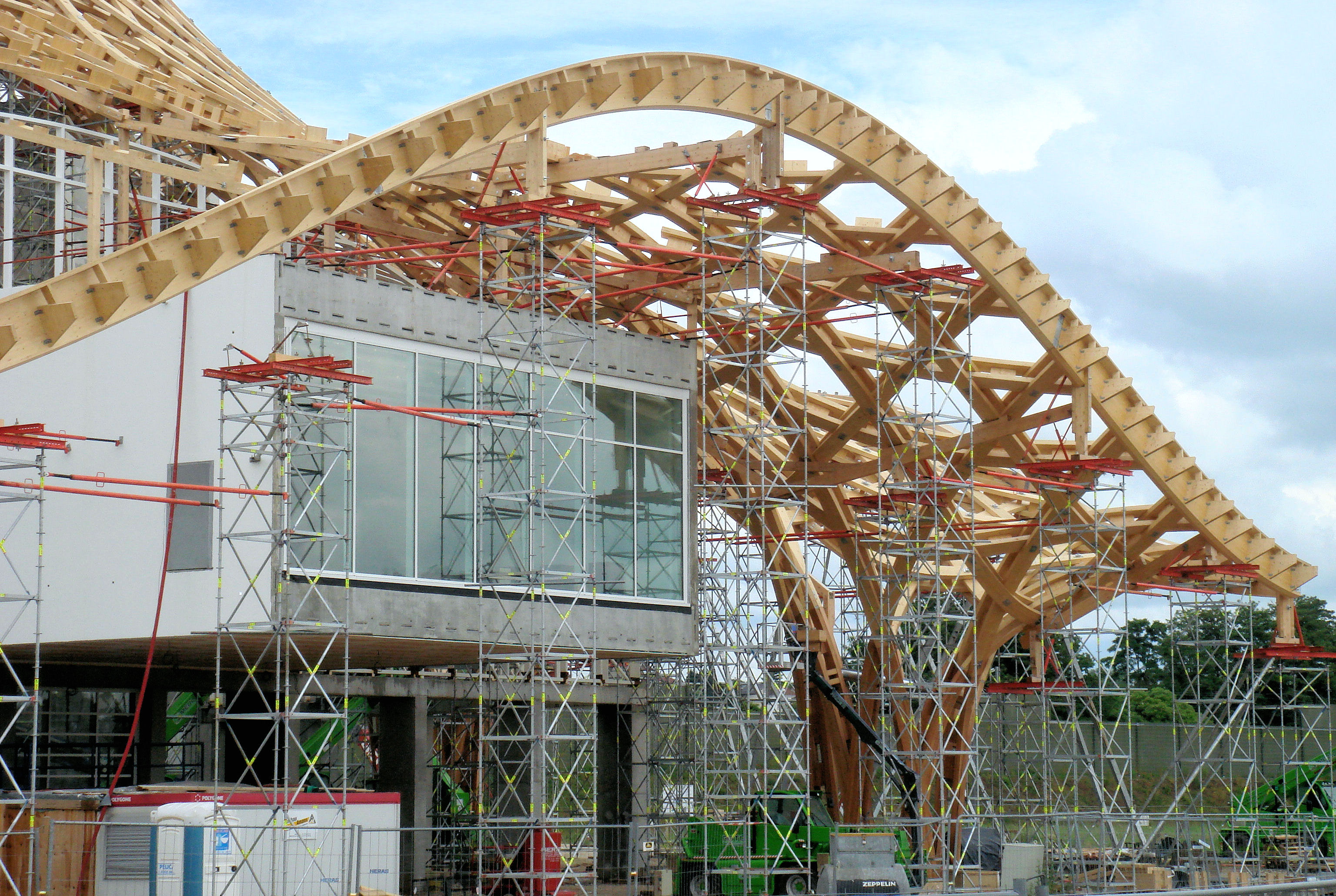
Montagem da estrutura em junho de 2009